# Louros Valles
Louros Valles ist ein ehemaliger Ausflusskanal auf dem Mars, der mehrere Seitentäler des Canyons Ius Chasma, welche sich durch rückschreitende Erosion senkrecht zum Hangverlauf mit der Ausbildung weiterer kleiner Seitentäler entwickelt haben, beschreibt. Es ist etwa 520 km lang und wurde nach einem Fluss in Griechenland benannt.